# Urko Pardo
Pour les articles homonymes, voir Goas.
Urko Rafael Pardo Goas (grec moderne : Ούρκο Ράφαελ Πάρντο Γκόας), plus simplement appelé Urko Pardo, né le 28 janvier 1983 à Bruxelles en Belgique, est footballeur international chypriote évoluant au poste de gardien de but à l'Olympias Lympion. 
Belgo-espagnol, il est naturalisé chypriote en 2017.

## Biographie
Urko Pardo est né de parents espagnols à Bruxelles en Belgique. Sa mère provient de Galice alors que son père, Agustín Pardo y Sevilla, est basque. Ce dernier était également footballeur et à notamment joué à la Royale Union Saint-Gilloise en Division 2 belge.
Formé jusqu'à l'âge de 15 ans au RSC Anderlecht, Urko rejoint La Masia, le centre de formation du FC Barcelone, en 1998. Après quelques saisons au FC Barcelone C, puis au FC Barcelone B, il a été appelé à quelques reprises par Frank Rijkaard sur le banc du FC Barcelone. En 2005, il est prêté six mois au FC Cartagena, puis au CE Sabadell où il fait une très bonne fin de saison qui lui permet de rejoindre à nouveau le FC Barcelone. 
En fin de contrat avec le Barça, à l'été 2007 Urko rejoint les couleurs d'Iraklis Salonique. Élu MVP de la Superleague Grecque, l'intérêt du Standard de Liège, du Deportivo La Corogne, et de l'Olympiakos se fait pressant. Urko Rafael Pardo Goas a finalement signé en juillet 2008 au Rapid Bucarest pour 1,5 million d'euros. Le 18 septembre 2008, il joue son premier match avec le Rapid en Coupe UEFA contre Wolfsburg. Un an plus tard, il change à nouveau de destination et rejoint l'Olympiakos. Rapidement, il devient titulaire dans l'équipe grecque entraînée par Ernesto Valverde avec laquelle il encaisse très peu. En fin de saison, l'Olympiakos est sacré champion de Grèce.
En 2011-2012, il se produit pour l'APOEL Nicosie, à Chypre, où il joue la Ligue des champions.
Le 17 septembre 2014, il joue au Camp Nou avec l'APOEL face au FC Barcelone en Ligue des champions.
En août 2017, il est recruté par l'Alki Oroklini.
En novembre 2017, Urko Pardo débute avec l'équipe de Chypre face à la Géorgie.

## Carrière
- 1998-1999 :  RSC Anderlecht (équipe de jeunes)
- 1999-2007 :  FC Barcelone (équipe de jeunes, puis équipe C et B, quelques apparitions en A en tant que remplaçant)
  - 2005-déc. 2005 :  FC Cartagena (prêt)
  - jan. 2006-2006 :  CE Sabadell (prêt)
- 2007-2008 :  Iraklis Salonique
- 2008-2011 :  Rapid Bucarest
  - 2009-2011 :  Olympiakos (prêt)
- 2011-2017 :  APOEL Nicosie
- depuis 2017 :  Alki Oroklini

## Palmarès
Olympiakos Le Pirée
- Champion de Grèce en 2011.

 APOEL Nicosie
- Champion de Chypre en 2013, 2014, 2015, 2016 et 2017.
- Vainqueur de la Coupe de Chypre en 2014 et 2015.
- Vainqueur de la Supercoupe de Chypre en 2011 et 2013.
- Coupe de Chypre Finaliste : 2017.